# Boris Nemcov
Boris Efimovič Nemcov (in russo Бори́с Ефи́мович Немцо́в?, traslitterazione anglosassone Boris Yefimovich Nemtsov; Soči, 9 ottobre 1959 – Mosca, 27 febbraio 2015) è stato un politico russo di origini ebraiche.
È stato vicepremier del governo di Boris El'cin e cofondatore del partito Unione delle Forze di Destra (Sojuz Pravych Sil), che raggruppava alcune organizzazioni e movimenti politici indipendenti di area liberale all'opposizione al Governo russo guidato da Vladimir Putin. Dal 2000 fino alla sua morte, è stato un critico schietto di Vladimir Putin. Nemcov è stato assassinato il 27 febbraio 2015 sul Ponte Bol'šoj Moskvoreckij vicino al Cremlino di Mosca.

## Biografia

### Gli inizi
Il padre, Efim Davidovič Nemcov, era viceministro dell'edilizia e membro del PCUS, mentre la madre, Dina Jakovlevna Ejdman, era ebrea e pediatra emerito dell'URSS. Nemcov aveva una sorella di nome Julija. L'unico membro della famiglia di fede ortodossa è la nonna paterna: praticante, fa battezzare in segreto il nipote. Ciò nonostante Nemcov si dichiara agnostico. Dopo la separazione dal marito, Dina Jakovlevna si trasferisce con i due figli, che hanno allora dieci e quattro anni, a Gor'kij, l'odierna Nižnij Novgorod.
Nemcov studia fisica all'università statale di Gor'kij dal 1976 al 1981 e nel 1985 ottiene un dottorato in fisica e matematica, sostenendo la tesi all'età di 25 anni. Fino al 1990 lavora come senior scientist presso l'istituto di ricerca di radiofisica di Gor'kij (Горьковский научно-иссследовательский радиофизический институт, НИРФИ).
Nel 1986, in seguito al disastro di Černobyl', Nemcov organizza un movimento di protesta nella città di Gor'kij per impedire la costruzione di una nuova centrale nucleare nella regione. Nello stesso anno si propone per le elezioni del Congresso dei Deputati del Popolo dell'Unione Sovietica (parlamento) come candidato indipendente, ma la commissione elettorale locale, controllata dal Partito Comunista, glielo impedisce.

### Carriera politica
Nel 1989 Nemcov riesce a prendere parte alle elezioni del Congresso dei Deputati del Popolo Sovietico. Il suo programma prevede una serie di riforme, radicali per l'epoca, e di idee a sostegno di una democrazia multipartitica e dell'impresa privata. Non viene eletto, ma si ripresenta nel 1990 alle elezioni del Soviet Supremo della Repubblica Russa come rappresentante di Gor'kij (che, proprio grazie a Nemcov, sarebbe in seguito tornata al nome originario di Nižnij Novgorod). Questa volta, Nemcov ha la meglio sugli altri undici candidati, la maggioranza dei quali sono membri della nomenklatura del Partito Comunista. In Parlamento si unisce alla Coalizione Riformista e ai gruppi di centro-sinistra.
All'interno del Parlamento russo, Nemcov entra a far parte del comitato legislativo, che si occupa delle riforme agricole e della liberalizzazione del commercio estero. In quel periodo, viene in contatto con Boris El'cin, il quale rimane impressionato dall'operato del giovane. Nel 1991, durante il tentato colpo di Stato da parte di alcuni membri del governo conservatori, Nemcov si dichiara fermo sostenitore del presidente e gli rimane a fianco durante tutta la durata degli scontri. Dopo gli eventi dell'ottobre 1991, la lealtà di Nemcov viene ricompensata con la nomina a rappresentante plenipotenziario del presidente della Federazione Russa nell'oblast' di Nižnij Novgorod. In seguito, nel dicembre 1991, viene nominato governatore dell'oblast' e rieletto per volontà popolare nel dicembre 1995. Il suo incarico è segnato dalla messa in atto di un programma di riforme di ampia portata a favore della creazione di un libero mercato che si traduce in una significativa crescita economica della regione. Le riforme di Nemcov vengono elogiate dall'ex primo ministro britannico Margaret Thatcher, che nel 1993 visita Nižnij Novgorod. Nel dicembre 1993, Nemcov viene eletto al Consiglio della Federazione Russa, la camera alta del Parlamento russo. Nel corso della campagna elettorale viene appoggiato da Vybor Rossii (Scelta della Russia) e da Jabloko, i due principali partiti liberali russi del tempo.
Nel marzo 1997, Nemcov è nominato primo vicepremier della Federazione Russa, con lo specifico compito di apportare riforme nel settore energetico. In questo periodo, può contare su un ampio appoggio popolare e sembra essere il candidato numero uno per diventare presidente della Russia nel 2000. Nell'estate 1997, i sondaggi indicano che il 50% degli intervistati lo vorrebbe come candidato alle presidenziali. Tuttavia, la sua carriera politica subisce un brusco declino nell'agosto 1998 in seguito al crollo della borsa russa e alla conseguente crisi economica. Nemcov in quel periodo fa parte del team economico di Anatolij Čubajs ed è costretto a dimettersi dall'incarico di vicepremier. Dopo che il primo ministro Viktor Černomyrdin viene destituito nel 1998, Nemcov viene nuovamente nominato vicepremier, ma deve dimettersi ancora una volta dopo la dissoluzione del governo da parte di El'cin.
Nell'agosto 1999, Nemcov diviene uno dei cofondatori della nuova coalizione liberale democratica Sojuz Pravych Sil, che riceve quasi 6 milioni di voti, pari all'8,6% nelle elezioni parlamentari del dicembre dello stesso anno. Nemcov viene eletto alla Duma di Stato, la camera bassa del Parlamento russo. Nel maggio 2000, dopo le dimissioni dell'ex leader del partito Sergej Kirienko, Nemcov è eletto leader di Sojuz Pravych Sil e il suo gruppo parlamentare entra a far parte della Duma di Stato. La sua posizione di leader del partito viene confermata al congresso di Sojuz Pravych Sil nel maggio 2001, quando riceve sostegno da parte di oltre il 70% dei delegati. Nel 2002 prende parte alle negoziazioni con i sequestratori durante la Crisi del teatro Dubrovka.
Tra il 2000 e il 2003 Nemcov si trova in una situazione politica difficile: si oppone fortemente alla politica del presidente Vladimir Putin, giudicandola una regressione della democrazia e delle libertà civili in Russia, ma, nel contempo, è costretto a collaborare con il copresidente di Sojuz Pravych Sil, Anatolij Čubajs, favorevole a una linea più conciliatoria nei confronti del Cremlino. Di conseguenza, il messaggio di Sojuz Pravych Sil appare confuso e il movimento si aliena i voti di molti elettori liberali.

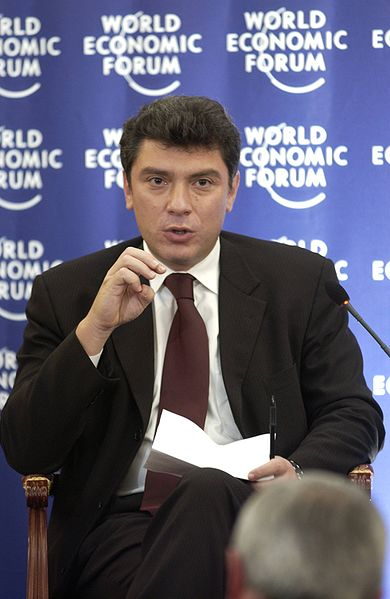
Boris Nemtsov al World Economic Forum in Russia nel 2003

Nelle elezioni parlamentari del dicembre 2003, a capo della lista di Sojuz Pravych Sil compaiono Nemcov e Čubajs, e il partito riceve solo 2,4 milioni di voti, pari al 4%, non raggiungendo così la soglia minima del 5% per entrare in Parlamento. La conseguenza immediata è la perdita dei seggi nella Duma di Stato. L'esito ufficiale delle elezioni viene messo in dubbio sia dagli exit poll sia dal conteggio dei voti parallelo condotto da osservatori indipendenti, che danno Sojuz Pravych Sil sopra al 5%, percentuale che permette di avere seggi parlamentari. Nel gennaio 2004, Boris Nemcov, in ogni caso, decide di dare le proprie dimissioni formali, assumendosi la responsabilità della sconfitta elettorale.

### Dopo gli incarichi pubblici
Nel gennaio 2004, Boris Nemcov scrive insieme a Vladimir Kara-Murza, suo consigliere di vecchia data e collega di partito, un articolo: un appello alla maggioranza putiniana, che mette in guardia sui pericoli dell'imminente dittatura di Putin. L'articolo viene pubblicato sulla Nezavisimaja Gazet (il giornale indipendente). Nello stesso mese, Nemcov collabora alla fondazione del Comitato 2008, che raccoglie tutti i gruppi d'opposizione, tra cui quello di Garri Kasparov, di Vladimir Bukovskij e di altri autorevoli liberali.
Nel febbraio 2004, Nemcov viene nominato direttore del gruppo Neftjanoj, del quale fa parte anche la Neftjanoj Bank (Nicholson, 9 dicembre 2005). Presidente del gruppo è il suo amico Igor' Linšic. Tuttavia, nel dicembre 2005, viene dato avvio a un'investigazione in seguito all'accusa di riciclaggio di denaro e frode. In seguito a tale accusa, Nemcov rinuncia all'incarico nella società, affermando di voler minimizzare le conseguenze derivanti dalla sua continua partecipazione alla politica russa.
Durante le elezioni presidenziali ucraine del 2004, Nemcov si dichiara forte sostenitore del candidato Viktor Juščenko, che risulta vincitore, mentre il governo russo appoggia il leader dell'opposizione. Subito dopo la Rivoluzione arancione (le elezioni e la serie di proteste che ne sono seguite) in Ucraina, Juščenko nomina Nemcov consigliere economico (Dow Jones International News, 14 febbraio 2005). Nemcov si prefigge come obiettivo principale quello di migliorare le relazioni economiche fra Ucraina e Russia, deterioratesi dopo il sostegno dato dal governo Putin all'oppositore di Juščenko durante le elezioni presidenziali. La nomina di Nemcov da parte di Juščenko ha suscitato molto scalpore sia in Russia sia in Ucraina.
Alla metà del 2005, le relazioni tra Nemcov e il governo ucraino divengono instabili quando un gruppo di legislatori ultra nazionalisti chiede a Juščenko la destituzione del consigliere russo, accusato di aver criticato le decisioni del gabinetto ucraino (Dow Jones International News, 3 giugno 2005). Nonostante le critiche, Nemcov continua a ricoprire l'incarico di consigliere economico di Juščenko fino all'ottobre del 2006, mese in cui il presidente dell'Ucraina annuncia che Nemcov è stato "sollevato dai suoi incarichi come consigliere presidenziale indipendente".
Il 25 novembre 2007 Nemcov viene arrestato dalla polizia durante una protesta non autorizzata contro il presidente Putin, secondo le dichiarazioni dello stesso alla stampa, e viene liberato il giorno stesso.
Il 26 dicembre 2007, Nemcov ritira la sua candidatura alle elezioni presidenziali del 2008, affermando di non voler sottrarre voti a Michail Kas'janov, l'altro candidato dell'“opposizione democratica”.
Insieme a Garry Kasparov, Nemcov collabora alla formazione, del movimento politico dell'opposizione Solidarnost' (Solidarietà), formatosi il 13 dicembre 2008. L'organizzazione intende unire le diverse forze dell'opposizione in Russia. Nel corso di un convegno di partito, il 12 marzo del 2009, Nemcov annuncia la propria candidatura a sindaco di Soči nelle elezioni comunali del 26 aprile. Nemcov, nato a Soči, ha proposto di spostare una serie di competizioni dei XXII Giochi olimpici invernali, in luoghi dal clima più adatto.
Il 23 marzo 2009, Nemcov ha subito un presunto attentato alla sua persona: alcune persone gli hanno lanciato in faccia un liquido contenente cloruro di ammonio.
Il 31 luglio 2010 Nemcov viene arrestato dalla polizia durante una manifestazione non autorizzata dedicata all'articolo 31 della Costituzione russa, che garantisce il diritto alle manifestazioni pacifiche. Amnesty International ha nominato Nemcov, poi rilasciato, prigioniero di coscienza.
Nel 2014 si schiera contro l'intervento armato nell'est Ucraina in seguito alla rivoluzione di Euromaidan, scrivendo una lettera aperta ai militari russi nella quale definisce illegali le loro attività. Nei mesi successivi, l'ex delfino di El'cin rilascia un'ultima intervista nella quale dichiara: 
(Corriere della Sera, 28 febbraio 2015.)

### L'assassinio

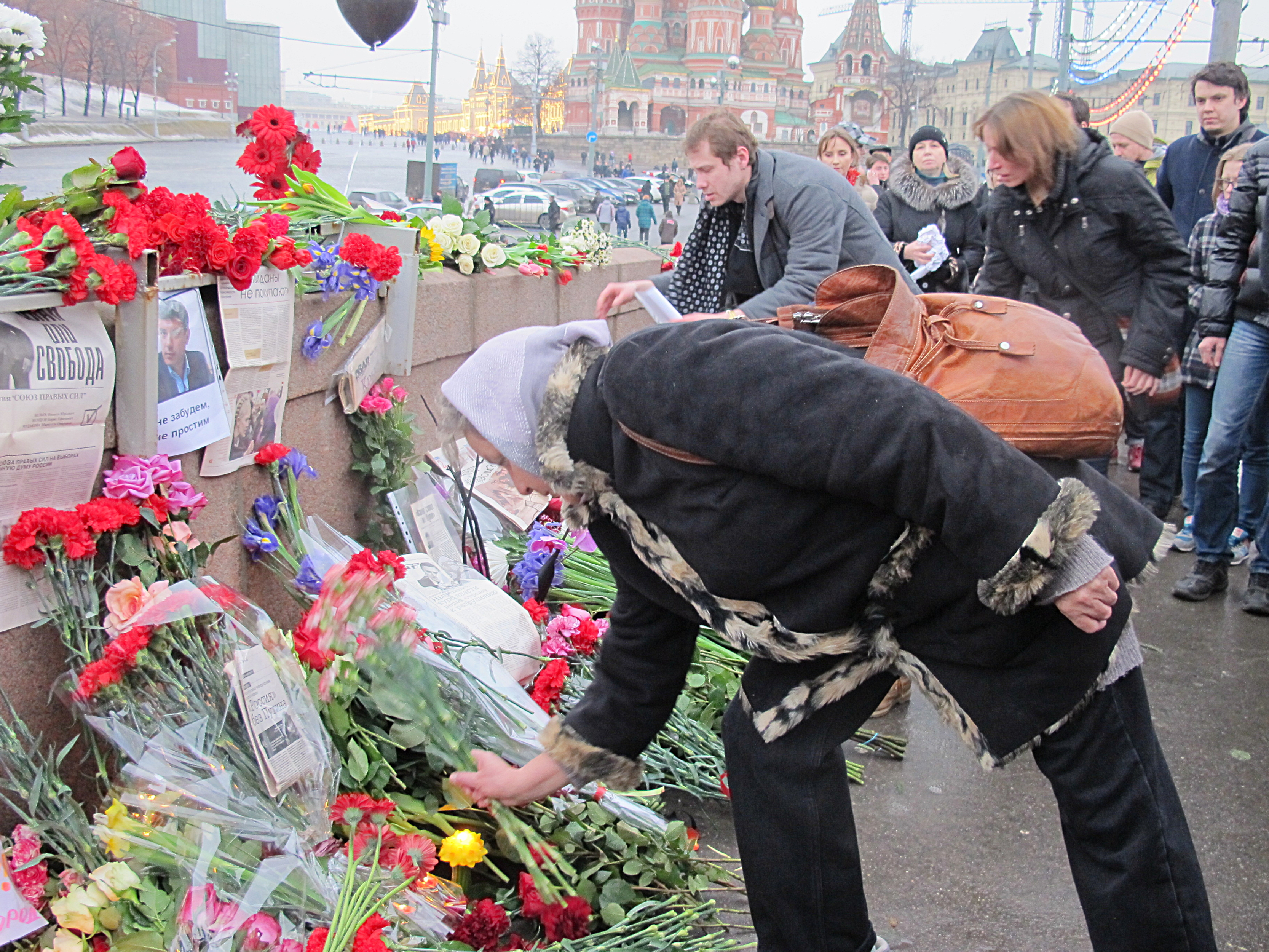
Fiori lasciati nella capitale russa, sul luogo della morte di Nemcov.

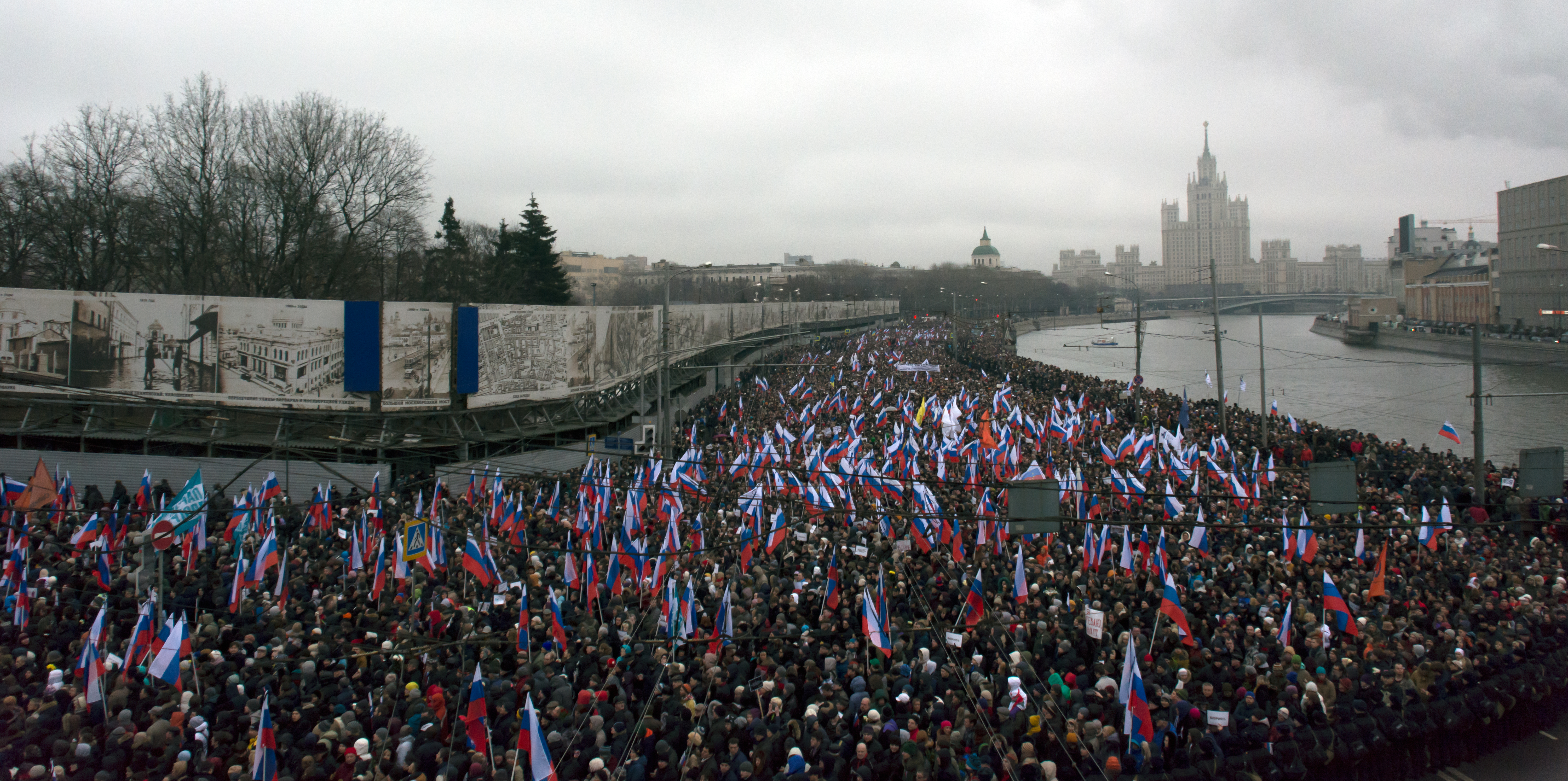
Migliaia di persone in marcia a Mosca in memoria di Nemcov, 1º marzo 2015

La sera del 27 febbraio 2015, Nemcov viene assassinato a Mosca a colpi d'arma da fuoco mentre sta attraversando il Ponte Bol'šoj Moskvoreckij, vicino al Cremlino tornando a casa dopo una cena in compagnia di Anna Durickaja (russo: Анна Дурицкая), una modella ucraina di 23 anni che era stata la sua ragazza per due anni e mezzo. Lei è testimone dell'uccisione di Nemcov, ma non rimane ferita.
Il video del ponte di TV Tsentr al momento dell'omicidio mostra che è accaduto mentre un veicolo di servizio municipale stava passando da Nemtsov e una persona viene vista fuggire dalla scena in un'automobile bianca o grigia. Secondo il quotidiano russo Kommersant, al momento dell'omicidio tutte le telecamere di sicurezza della zona erano spente per manutenzione. L'unico video dell'incidente è stato ottenuto dalla videocamera dello studio TV Tsentr, da una lunga distanza. Al momento dell'omicidio, la telecamera è stata bloccata da un veicolo municipale fermo. L'uccisione avvenne il giorno prima che Nemcov guidasse la marcia dell'opposizione Vesna (russo: весна, lett. "primavera"), una manifestazione di strada organizzata per protestare contro le condizioni economiche in Russia e contro la guerra in Ucraina. La notte dopo l'omicidio di Nemcov, i suoi documenti, scritti e dischi rigidi per computer furono confiscati in una perquisizione della polizia nel suo appartamento in via Malaja Ordynka.
L'omicidio non fu rivendicato pubblicamente, ma le autorità parlarono di possibili sicari. Una settimana dopo la morte, la polizia arrestò 5 ceceni sospettati di averlo ucciso.
Il processo si svolse agli inizi del 2017, con gli assassini condannati da 11 a 20 anni di reclusione.

## Idee politiche
Da quando è stato destituito dal governo, Nemcov è divenuto un importante attore sulla scena politica dell'opposizione al Governo russo guidato da Vladimir Putin. Per le sue idee politiche, Nemcov è stato definito un “nuovo liberale”. I nuovi liberali, di cui Nemcov è stato il principale rappresentante, sono figure politiche che si rifanno al “capitalismo del popolo”, termine coniato dallo stesso Boris Nemcov. Il capitalismo del popolo accetta il mercato e la proprietà privata come pilastri della nuova società russa, ma “respinge la convinzione secondo cui le forze di mercato sono l'unico mezzo effettivo per regolare tutte le sfere della vita economica e sociale”.
Nemcov ha approfondito ulteriormente le sue idee politiche in un articolo del 2000 pubblicato dall'Harvard International Review. In tale scritto, Nemcov delinea gli scenari futuri della società e del governo russo, sostenendo che probabilmente questo intraprenderà un cammino “moderatamente ottimistico”, caratterizzato dal conservatorismo e da cambiamenti moderatamente reazionari. Inoltre, è possibile che le libertà politiche vengano ristrette, ma non ci sarà un ritorno totale a un governo sullo stampo di quello sovietico, cammino che Nemcov considera “pessimistico”. Tuttavia, Nemcov avverte che tale cammino, con tutta probabilità, porterà a una stagnazione economica. Nemcov ha poi messo in discussione il potere e l'autorità di molti governatori delle Repubbliche, li ha paragonati a “principi feudali” e ha proposto il ritorno a una struttura che li ponga sotto il controllo federale.
Nemcov è stato membro del Consiglio federale del Sojuz Pravych Sil e copresidente del "Comitato 2008".
Nemcov è autore dei libri Inafferrabile Russia. Confessione di un ribelle (2008) e Disastro Putin. Libertà e democrazia in Russia (2009), entrambi editi da Spirali. Insieme a Vladimir Milov, ha scritto inoltre i dossier Putin. Itogi (2008; Putin. Il bilancio), Putin i Gazprom (2008; Putin e Gazprom), Putin i krizis (2009; Putin e la crisi) e Soči i Olimpiada (2009; Soči e le Olimpiadi).

## Omaggi
A Boris Nemcov sono state dedicate delle piazze in alcune nazioni del mondo. A Washington, negli Stati Uniti d'America, una parte della strada situata di fronte all'ambasciata russa prese il nome di Boris Nemtsov Plaza nel 2018. Una Boriso Nemcovo skveras ("Piazza Boris Nemcov") si trova a Vilnius, in Lituania, e un parco situato vicino all'ambasciata russa a Kiev venne ribattezzato in onore di Nemcov. Il 27 febbraio 2020 gli venne dedicata la piazza antistante l'ambasciata russa a Praga.